# ブラウワー・メダル
ブラウワー・メダル（Brouwermedaille）は、オランダの数学の賞。同国の数学者ライツェン・エヒベルトゥス・ヤン・ブラウワーにちなんで1970年に設立され、オランダ王立数学協会とオランダ王立芸術科学アカデミーから3年に1度授与される。

## 受賞者
- 1970年 ルネ・トム
- 1973年 アブラハム・ロビンソン
- 1978年 アルマン・ボレル
- 1981年 Harry Kesten
- 1984年 ユルゲン・モーザー
- 1987年 ユーリ・マニン
- 1990年 Walter Murray Wonham
- 1993年 ラースロー・ロヴァース
- 1996年 Wolfgang Hackbusch
- 1999年 ジョージ・ルスティック
- 2002年 Michael Aizenman
- 2005年 Lucien Birgé
- 2008年 フィリップ・グリフィス
- 2011年 Kim Plofker
- 2014年 John N. Mather
- 2017年 ケン・リベット
- 2020年 David Aldous
- 2023年 Éva Tardos

## 参照
- Brouwermedaille